# Espansione del cristianesimo in Europa tra V e VIII secolo
La conversione di Clodoveo e dei Franchi sullo scorcio del V secolo segnò la definitiva vittoria della Chiesa cattolica tra i Germani. Vescovi di antiche città romane, missionari di origine celtica (irlandese e scozzese) e anglosassone svolsero la loro attività in mezzo a quei popoli con dedizione disinteressata. La stragrande maggioranza dei Germani si è convertita al cristianesimo con sorprendente rapidità e con spontaneità. Fecero eccezione i Sassoni, che furono costretti alla conversione da Carlo Magno solo dopo una dura resistenza. La sottomissione e la cristianizzazione dei Sassoni chiuse l'anello dei Germani occidentali nel regno dei Franchi. Con questo avvenimento era posta la condizione necessaria per il lento formarsi di uno Stato tedesco unitario e di una nazione tedesca.
I primi centri missionari furono le antiche città episcopali romane. Eminenti vescovi e missionari furono: Martino di Tours (morto nel 397), Liborio di Mans (397), Severino di Colonia (morto nel 400 circa), Alcimo Ecdicio Avito (morto dopo il 518), Remigio di Reims (morto nel 533 circa) e Cesario di Arles (542).
Fino al VI secolo, in quasi tutti gli episcopati della Gallia e della Germania erano ancora insediati vescovi di provenienza romana. Fu solo alla fine del VII secolo che l'episcopato raggruppò prevalentemente vescovi di origine germanica.

## I missionari del monachesimo irlandese
In tutta l'Europa esercitarono un notevole influsso nelle prime grandi conversioni i missionari che si erano formati nei monasteri irlandesi e nelle successive fondazioni scozzesi.
In Irlanda, priva di città, le istituzioni monastiche furono al centro dell'organizzazione ecclesiale. Gli abati, e non i vescovi, furono le vere guide responsabili della Chiesa irlandese ed ebbero anche potestà di giurisdizione ecclesiastica. I monasteri erano inoltre strettamente legati alla società locale e ognuno di essi provvedeva alla cura spirituale di uno dei tradizionali clan e i suoi monaci esercitavano l'attività pastorale, tenevano scuole e celebravano il servizio divino per il popolo. Il monaco-sacerdote si identificò in Irlanda con il sacerdote in cura d'anime.
Il celibato e le ore canoniche – che costituivano le basi stesse della vita comunitaria dei religiosi e che erano tipiche anzitutto di questi monaci-sacerdoti irlandesi – furono in seguito accettate ed imitate da tutti i sacerdoti dell'Occidente. Le pratiche ascetiche della vita monastica si estesero – in questa stessa epoca – anche alla vita sacerdotale e laica, prima di tutto in Irlanda ed in seguito anche nel continente. La severa disciplina penitenziale e la mortificazione della carne, in uso fra i monaci, furono parimenti imitate. I monaci-sacerdoti, attraverso la loro attività pastorale e spirituale, tramandarono la penitenza privata, segreta e volontaria, e la confessione privata – già praticata nei monasteri – al mondo laico.
Nella pratica penitenziale  del cristianesimo primitivo, il vescovo infliggeva al fedele che aveva dichiarato i suoi peccati gravi – ma questa possibilità era concessa una sola volta nella vita – la penitenza, e lo riammetteva nella comunità ecclesiastica, solo quando fosse scaduto il tempo della penitenza. Con questa riconciliazione veniva concesso anche il perdono dei peccati. La nuova forma della confessione privata, con la confessione dei peccati intimi, comportava invece al tempo stesso anche l'assoluzione. Essa era compiuta dinanzi al sacerdote, a modo di confessione auricolare, poteva essere ripetuta in ogni tempo, e fu richiesta e praticata – come strumento di vita spirituale – anche dal mondo laico.
Nei secoli VI e VII questa pratica si diffuse nell'intero Occidente ed esercitò una grandissima influenza sulla vita di pietà dell'intera Chiesa occidentale. Per dare ai confessori una regola di condotta nell'impartire la penitenza, furono redatti dei libri penitenziali, che consistevano in un catalogo dei peccati principali con allegate le penitenze da imporre.
Il monachesimo irlandese era ricco di entusiastico spirito attivo, che si tradusse in un ardente zelo missionario. Gli zelanti missionari operarono in tutti i paesi d'Europa e la loro missione fu ricca di successi grazie soprattutto al loro esempio e alla loro parola. Di solito, essi si fermavano per poco tempo in un luogo; la loro missione non poté operare molto in profondità come la successiva missione anglosassone, ma non fu inutile.

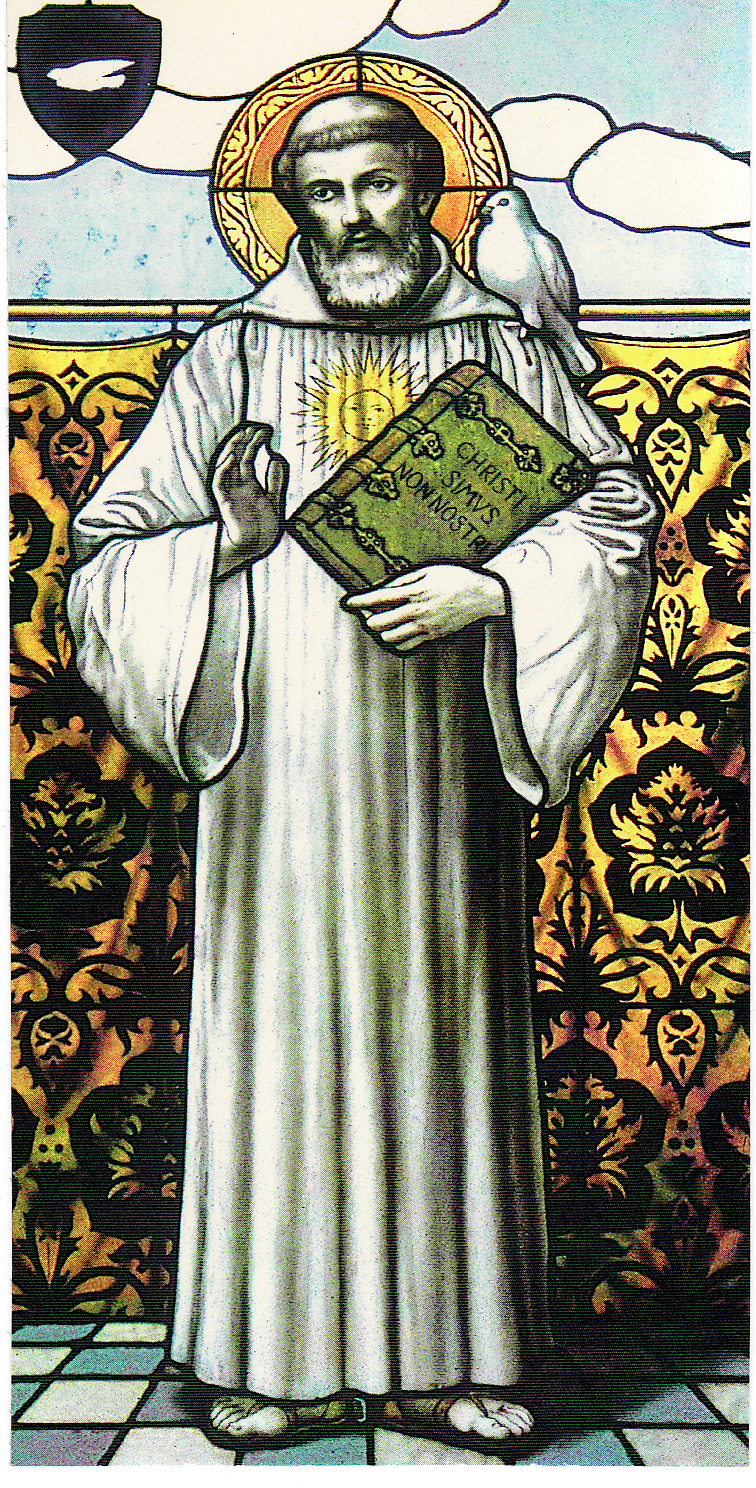
Immagine del Santo irlandese della vetrata della cripta dell'Abbazia di San Colombano di Bobbio dove riposano le sue spoglie

L'abate San Colombano è il principale esponente del monachesimo missionario iro-scoto.

## I monaci anglosassoni
I monaci anglosassoni ereditarono da quelli irlandesi l'ardente desiderio della “peregrinatio pro Christo” e quell'irresistibile entusiasmo missionario che di lì a poco avrebbe dispiegato la sua massima attività nella cristianizzazione dei Sassoni e dei Frisi, popoli di identica stirpe.
Nel 596 papa Gregorio Magno (590-604) aveva inviato il priore del monastero di Sant'Andrea Agostino, insieme con quaranta monaci, in Inghilterra. Fu il primo papa che intavolò un nuovo tipo di rapporto con i Germani e che cercò coscientemente di adattare i metodi missionari alle categorie mentali di quei popoli. Il successo della missione condotta quasi parallelamente da Roma e dalla Chiesa iroscozzese fu davvero sorprendente.
In questa nuova missione nel continente apparve la differenza che esisteva fra la mentalità anglosassone e quella irlandese. Gli anglosassoni vollero che il papa coordinasse la loro attività e si posero sotto la protezione del re dei Franchi. Cercarono in primo luogo di conquistare le anime dei capi. La «missione dall'alto» poteva avere un senso solo quando il successo fosse assicurato da un'assistenza successiva e da una ben articolata organizzazione e l'unione con il papato universale permise alla missione di diffondersi e di consolidarsi e la preservò dal pericolo di rinchiudersi nel puro ambito di una Chiesa territoriale.
Il primo e più importante missionario anglosassone fu Vilfrido, Vescovo di York. Ottenne da Roma (678) l'autorizzazione a predicare tra i Frisi. Lo seguì Villibrordo con dodici compagni, dopo aver ottenuto anche lui l'autorizzazione dal papa. In un secondo tempo fu consacrato vescovo e scelse come sede Utrecht e fondò il monastero di Echternach, che divenne centro e sostegno spirituale della missione. Qui Villibrordo morì nel 713. Sotto la sua guida esperta anche Vilfrido (Bonifacio) iniziò la sua attività missionaria.

## La conversione dei Sassoni
La conversione dei Sassoni, avvenuta in un tragico contesto (la lotta aspra tra questo popolo e Carlo Magno), portò il cristianesimo verso i Germani del nord. S. Anscario (801-865) monaco e maestro nella abbazia di Corvey svolge l'opera principale di evangelizzazione in Danimarca e Svezia.
Il cristianesimo riuscì presto ad affermarsi in Norvegia, grazie a re cristiani e monaci anglosassoni (X secolo). Lo zelo missionario dei re di Norvegia si estese anche all'Islanda. Nell'anno 1000 la comunità dell'isola decise che tutti gli islandesi si dovevano battezzare.
Le numerose stirpi degli slavi si insediarono nei territori lasciati liberi dai Germani. Della loro cristianizzazione si occuparono tanto la Chiesa di Roma quanto la Chiesa di Bisanzio.
Il cristianesimo di tipo occidentale giunse a questi popoli (Carentani di Corinzia, Avari, Croati, Moravi, Cechi) specialmente in seguito all'estendersi del dominio franco verso Oriente.
Dalla Boemia il cristianesimo si diffuse fino ai Polacchi. La parte principale del mondo slavo fu guadagnata al cristianesimo dalla Chiesa greca; questo fatto portò spesso ad attriti con l'Occidente e la Chiesa latina. Gli Slavi meridionali furono coinvolti nello scisma.
I Serbi furono costretti ad accettare il Battesimo.

## La conversione degli Slavi
principali missionari tra gli Slavi furono i santi fratelli Cirillo e Metodio.
Cirillo, presbitero e filosofo a Costantinopoli, e suo fratello Metodio, monaco e abate presso Cizico, furono mandati dall'imperatore Michele III e dal patriarca Fozio nella Grande Moravia. I loro notevoli successi sono dovuti alla traduzione della Sacra Scrittura e dei testi liturgici nella lingua popolare slava. Furono invitati a Roma dal papa Nicola I per fare una relazione sul lavoro svolto. Cirillo morì poco dopo, Metodio fu fatto arcivescovo della Pannonia, ma incontrò notevoli difficoltà.
Presso i Bulgari lavorarono dopo la metà del IX secolo sacerdoti greci.
I patriarchi di Costantinopoli Fozio e Ignazio si occuparono molto della conversione dei Rus' (Rus' di Kiev). Il principe Vladimir I di Kiev, per ragioni religiose e politiche, ricevette il Battesimo (988); ben presto seguì quello delle classi dirigenti.
Per gli Ungari o Magiari la conversione al cristianesimo si svolse lentamente nel corso dei secoli X e XI. L'Ungheria divenne come la Polonia un avamposto della cultura occidentale verso l'Oriente asiatico e greco-scismatico. È vero che dopo la morte di Stefano I si sollevò una cruenta ribellione pagana; ma Bela I distrusse rapidamente e per sempre la potenza del paganesimo, che però nelle usanze del popolo sopravvisse ancora a lungo. Il papa Gregorio VII appellandosi a una donazione di Stefano fece valere diritti di vassallaggio della Sede Apostolica sull'Ungheria; canonizzò Stefano e suo figlio Emmerico.
La missione medioevale raggiunse quindi successi grandi e permanenti, quando essa fu favorita dal re e dalle classi dominanti, fosse anche solo in seguito alla sconfitta di fronte a potenze cristiane. Questo nesso non è propriamente cristiano, bensì storicamente condizionato e in molti punti increscioso. Esso ha comunque trasmesso ai Germani e agli Slavi la fede cristiana e con essa i valori del mondo culturale occidentale.